# Leones Regios de Monterrey
Los Leones Regios de Monterrey fue un equipo que participó en el Circuito de Básquetbol del Noreste con sede en Monterrey, Nuevo León, México.

## Historia

### Inicios
Los Leones Regios de Monterrey ingresaron al CIBANE en el 2010, y juegan sus partidos de local en el Gimnasio Área Médica de Monterrey.

### Actualidad
En la Temporada 2012, los Leones Regios regresaron al circuito.

## Jugadores

### Roster actual
Temporada 2012
- Jonathan Maxwell
- Carlos García
- Javier Inzunza
- Daniel Girón
- Ezra Swanson
- Julio César del Campo